# Kummelbergen
Kummelbergen este o arie protejată (arie specială de conservare — SAC, sit de importanță comunitară — SCI) din Finlanda întinsă pe o suprafață de 166 ha, integral pe uscat.

## Localizare
Centrul sitului Kummelbergen este situat la coordonatele 60°28′51″N 25°14′28″E / 60.4808°N 25.2411°E.

## Înființare
Situl Kummelbergen a fost declarat sit de importanță comunitară în mai 2002 pentru a proteja 3 specii de animale. Situl a fost protejat și ca arie specială de conservare în aprilie 2015.

## Biodiversitate
Situată în ecoregiunea boreală, aria protejată conține 4 habitate naturale: Pante stâncoase silicioase cu vegetație casmofită, Taiga vestică, Păduri fino-scandinave bogate în ierburi cu Picea abies, Mlaștini împădurite.
La baza desemnării sitului se află mai multe specii protejate:
- mamifere (2): vidră de râu (Lutra lutra), veveriță zburătoare siberiană (Pteromys volans)
- nevertebrate (1): Oxyporus mannerheimii

Pe lângă speciile protejate, pe teritoriul sitului au mai fost identificate 3 specii de plante, 1 specie de păsări, 6 specii de nevertebrate, 8 specii de pești.